# سیارک ۸۵۲۶
سیارک ۸۵۲۶ (به انگلیسی: 8526 Takeuchiyukou، نامگذاری:1992SM12) هشت هزار و پانصد و بیست و ششمین سیارک کشف شده‌است که در ۲۳ سپتامبر ۱۹۹۲ کشف شد.
قدر مطلق سیارک برابر ۱۳٫۸۰ است.